# Margaret Forrest

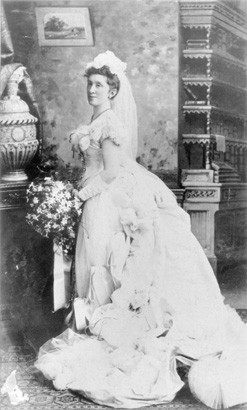
Margaret Forrest, 1876

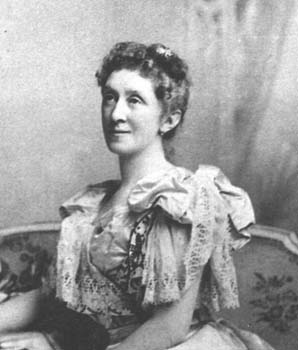
Margaret Forrest, vor 1929

Margaret Elvire Forrest, geborene Margaret Elvire Hamersley (* 22. Oktober 1844 in Le Havre, Frankreich; † 13. Juni 1929 in Picton, Western Australia, Australien) war eine australische Illustratorin. Sie war eine der frühen botanischen Künstlerinnen Australiens und die Frau des ersten Premierministers von Westaustralien. Sie war 1896 Gründungsmitglied der West Australian Society of Arts und des Wilgie Clubs, der möglicherweise die erste Künstlergesellschaft des Staates war.

## Leben und Werk
Forrest war die älteste Tochter von Edward Hamersley und seiner französischen Frau Anne Louise (Cornelis) und wurde während eines längeren Aufenthalts ihrer Eltern in Le Havre geboren. Ihre Familie kehrte 1850 in die Kolonie Swan River zurück. Schon in jungen Jahren begeisterte sie sich für die Aquarellmalerei und verbrachte viel Zeit damit, Wildblumen zu studieren und zu skizzieren.
Sie heiratete John Forrest am 29. Februar 1876 in der St. George’s Cathedral in Perth und engagierte sich stark im politischen Leben, indem sie ihren Mann in Übersee und auf Missionen zwischen den Bundesstaaten begleitete. Ihr Ehemann wurde der erste Premierminister von Westaustralien, 1901 in das Bundesparlament gewählt und war 1907 kurzzeitig amtierender  Premierminister.
Forrest begleitete ihren Ehemann mehrmals nach England und bei ihrem letzten Besuch starb er 1918 unterwegs und wurde in Sierra Leone begraben. Später wurde sein Leichnam nach Perth gebracht und auf dem Karrakatta Cemetery beigesetzt. Sie setzte die Reise nach England fort und wurde in London von der Königin empfangen.
Ihr Interesse an einheimischen Pflanzen und ihre gesellschaftliche Stellung in der Gesellschaft brachten sie in Kontakt mit vielen führenden Botanikern und botanischen Künstlern, die Australien besuchten.  Der deutsch-australische Botaniker Ferdinand von Mueller besuchte sie 1877 in Westaustralien und benannte Helipterum margarethae nach ihr. 1880 lieferte sie Exemplare für die englische Botanikerin Marianne North. 1889 reiste sie mit der Illustratorin Ellis Rowan zum Malen nach Geraldton und in die Gegend nördlich von Carnarvon.
Forrest stellte am 4. Juni 1890 in der Wilgie First Annual Exhibition of Paintings des Wilgie Club sechs Wildblumenbilder aus. Sie war Gründungsmitglied dieses Clubs, von dem angenommen wird, dass er die erste Künstlervereinigung von Westaustralien war. 1896 war sie an der Gründung von Australiens erstem Frauenclub, dem Karrakatta Club, und der Westaustralian Society of Arts beteiligt und war bis 1902 deren Vizepräsidentin. In den 1890er Jahren produzierte sie eine kleine Anzahl von Buchillustrationen und versuchte sich an Ölmalerei. Nach 1900 malte sie nur wenige Arbeiten.
In ihren letzten Jahren lebte sie  in der Nähe von Geraldton, wo sie am 13. Juni 1929 im Alter von 84 Jahren starb. Sie wurde im Grab ihres Mannes auf dem Karrakatta Cemetery in Perth beigesetzt.

## Anerkennungen
Ihr Beitrag zur Erhaltung der einheimischen Flora wird im Margaret-Forrest-Center im John-Forrest-Nationalpark gewürdigt. Einige ihrer Gemälde sind dort ausgestellt, aber der größte Teil ihrer Sammlung wurde nach ihrem Tod 1933 der Art Gallery of Western Australia vermacht.
In Westaustralien sind der Mount Margaret und Mount Elvire, zwischen Laverton und Leonora, der  Margaret River und der Elvire River in der Kimberley-Region nach ihr benannt.